# 性功
中國道教內丹學之專門術語。分性功與命功兩種。同時修練的話，相信最終可以達到性命雙修的最高境界。
中國道教內丹學的南北宗大都主張性即是神，命即是氣。如《重陽立教十五論》「第十一論混性命」曰：「性者神也，命者氣也。」在丹經中命通常是氣與精的代稱。因為精由氣化，精氣本一。如《玄膚論》說：「性則神也，命則精與氣也。」
修者若只習基礎的性功而命功無成，將只出陰神，屬清靈之鬼而非純陽之仙，即為鬼仙，乃修煉之最下乘。
因此內丹家認為性命兩者不可分離，「命無性不靈，性無命不立」，金丹大道就是性命雙修。

## 性功
性功即修性之功，指修心煉神的功夫。
《(證道)一貫真機》曾引述《上陽子》說：「性由自悟，命假師傳。」而有傳「性由自悟，或可因書而得；命假師傳，必經口耳。」這句話，意思是「性功須由修煉者自己領悟，要訣或許可從書上得來；但命功多半不傳六耳，要訣由師傅口傳給徒弟。」但確為何人云則尚難稽考。
與性功所相對應者為命功。

## 命功
中國道教內丹學之專門術語。命功即修命之功，指修身煉氣的功夫。

## 参看
| - 道教歷史 - 外丹术 - 炼金术 - 长生不老 - 修道 | - 五斗米道 - 黄帝内经 1. |